# Incredible Expanding Mindfuck
Incredible Expanding Mindfuck, también conocido como I.E.M., fue un proyecto musical de Steven Wilson (líder de la banda de rock británica Porcupine Tree). Su trabajo está principalmente influido por la música krautrock y experimental de los 1960 y 1970.
Entre los artistas invitados en sus álbumes están el bajista Colin Edwin, el instrumentista de viento Geoff Leigh (ex-Henry Cow), y los bateristas Chris Maitland y Mark Simnett (de Bark Psychosis).

## Trasfondo e historia
El trabajo de Wilson con I.E.M. es en parte una continuación del sonido psicodélico experimental que inicialmente dominó en Porcupine Tree antes de inclinarse a una dirección de rock más popular con el álbum Stupid Dream de 1999. Él ha citado "el jazz cósmico de artistas como Sun Ra" como una influencia en su música, al igual que de Can, Neu, Faust, y Amon Düül.
Inicialmente Steven tenía planeado que el proyecto fuera anónimo, pero su entonces sello Delerium Records publicó una canción en su compilación Pick N Mix con la composición atribuida a "Steven Wilson" y los intentos de hacer pasar el proyecto de esta forma se desvanecieron.
Una caja recopilatoria de 4 CDs contando con los álbumes I.E.M., An Escalator to Christmas, Arcadia Son y I.E.M. Have Come for Your Children fue lanzada en el sello ToneFloat en junio de 2010. Limitado a 2000 copias, la caja recopilatoria es descrita como "tanto un homenaje como una despedida final para I.E.M". Cada CD está empaquetado en su propia mini carátula de LP con un estilo japonés y un estuche de tapa dura. También incluye un librete de 60 páginas diseñado por Carl Glover.

## Discografía
- 1996 - I.E.M.
- 1999 - An Escalator to Christmas
- 2001 - Arcadia Son
- 2001 - I.E.M. Have Come for Your Children
- 2005 - I.E.M. 1996-1999
- 2010 - Complete I.E.M.